# Troll
Pour les articles homonymes, voir Troll (homonymie).
Pour l’article ayant un titre homophone, voir Trolle.
Un troll est un être de la mythologie nordique, incarnant les forces naturelles ou la magie, caractérisé principalement par son opposition aux hommes et aux dieux. Ce troll est souvent assimilé aux Jötunns, les « Géants » de cette mythologie.
À partir du Moyen Âge, le troll apparait comme une créature surnaturelle des légendes et croyances scandinaves. Peu amical ou dangereux pour l'homme, le troll reste lié aux milieux naturels hostiles comme les mers, les montagnes et les forêts. Diabolisée par le christianisme, la croyance du troll perdure néanmoins dans le folklore scandinave jusqu'au XIXe siècle. Il est parfois confondu avec d'autres créatures du Petit peuple, tels que les elfes.
À l'époque contemporaine, le troll demeure un personnage de fiction pour les œuvres littéraires et la culture populaire ; il est souvent représenté sous l'archétype moderne d'un géant de grande force, naïf ou malfaisant.

## Étymologie
- Scandinave occidental (norrois)
- Scandinave oriental[2]

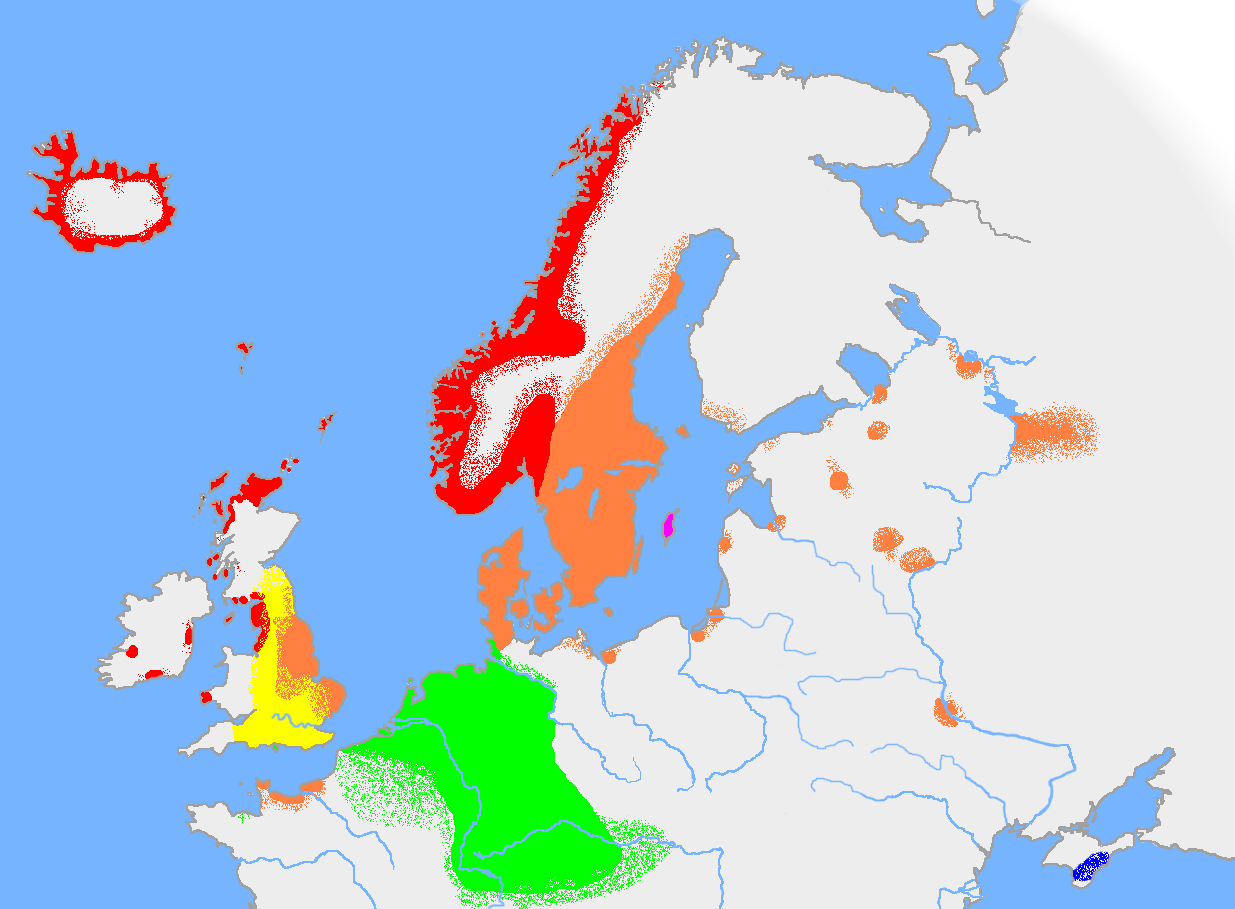
Répartition des langues vers l'an 900.
Scandinave occidental (norrois)
Scandinave oriental

Le mot « troll »  apparaît dans la langue française au début du XVIIe siècle, quand Pierre Le Loyer évoque des esprits norvégiens appelés « Trollen » ou « Drolles ». C'est un emprunt au troll du suédois  ou norvégien, avec le même sens. Le terme s'écrit tröll  en islandais, trold en danois.
Ces termes scandinaves sont empruntés au vieux norrois (ancien islandais) trǫll ou troll, apparaissant dans la littérature norroise du Moyen Âge où il désigne des personnages de la mythologie, avec selon Sveinsson le sens de « possédant de la magie ou de sombres pouvoirs ». Le terme est par ailleurs relié au verbe norrois trylla qui signifie « rendre fou, conduire à une puissante rage, remplir de furie » ou « transformer en troll, enchanter ». Dans les textes norrois, ces termes sont dérivés en trollskapr « sorcière » et tryllskr « de la nature d'un troll ».
L'étymologie de ces termes norrois est l'objet de quelques théories linguistiques, pour les rattacher par exemple à des racines de proto-germanique ou d'indo-européen, mais aucune théorie ne semble faire consensus parmi les spécialistes.
Par ailleurs, dans les langues scandinaves modernes, troll et trylla sont dérivés en de nombreuses expressions toutes liées à la magie (plus ou moins néfaste) : troldom (danois), trolldom (suédois) signifiant « sorcellerie », trolderi (danois), trolleri (suédois), « magie, enchantement », trolla (suédois) « conjurer », trollsk (suédois) « magique », troldmand (danois), trollkarl (suédois) « sorcier », en danois : trylle « conjurer », tryllekraft « pouvoir magique », tryllemiddel, trylleri « magie, enchantement »… On retrouve aussi en moyen haut allemand médiéval le trolle ou trol « monstre fantôme, sorcière », et trüllen « jouer des tours, tromper ».

## Mythologie nordique

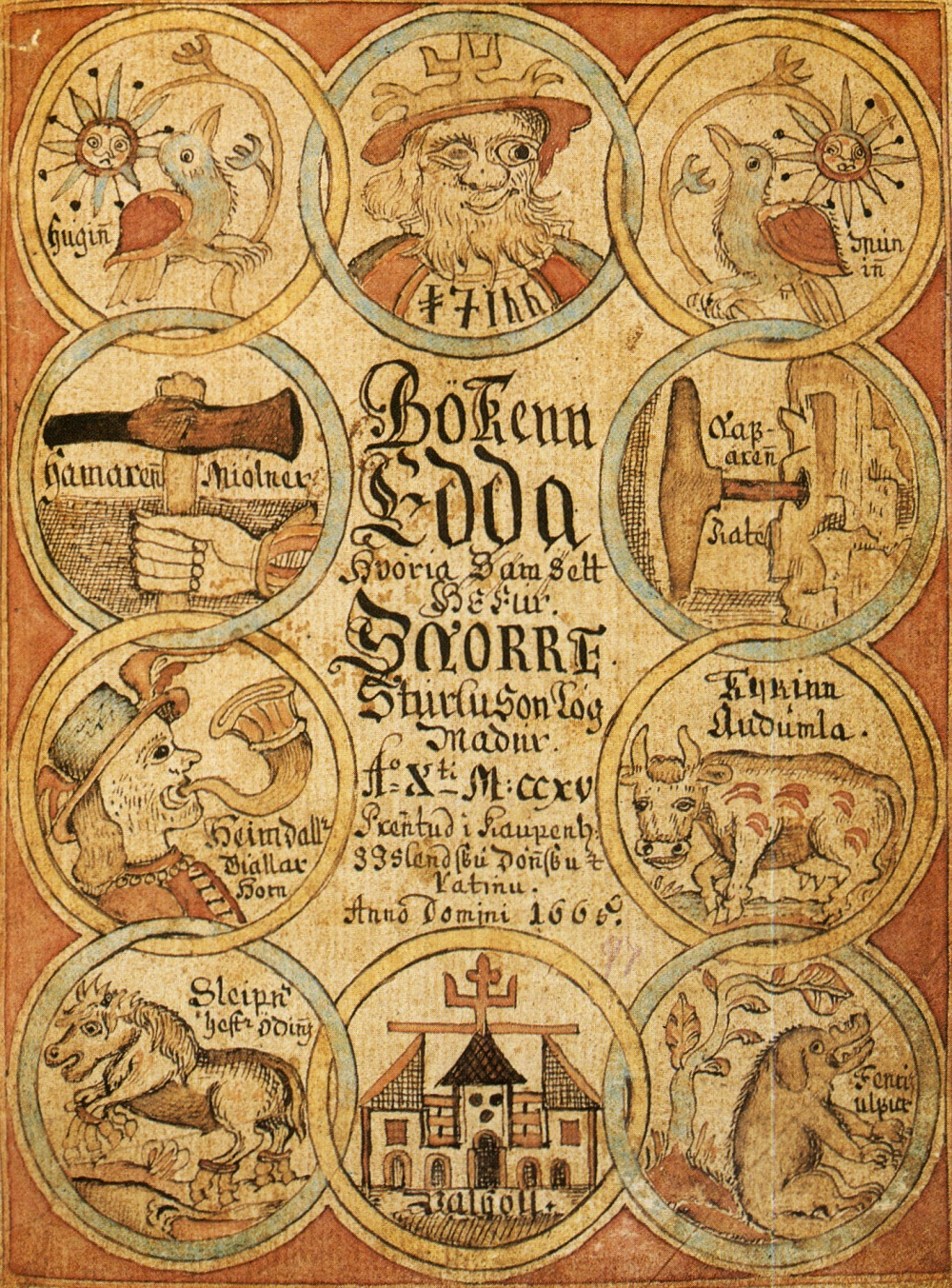
Couverture d'un manuscrit de l’Edda de Snorri, illustré par Ólafur Brynjúlfsson, 1760.

Le terme « troll » est mentionné dans le corpus médiéval de la mythologie nordique, c'est-à-dire à l'ensemble des mythes d'Europe du Nord, particulièrement de Scandinavie (sud de la Norvège, Suède, Danemark), nord de l'Allemagne et à partir du IXe siècle Islande. Ces mythes étaient à la base de la religion ancienne (paganisme) des Vikings, jusqu'à la christianisation (Xe-XIIIe). D'après les textes, le troll est souvent relié aux jötnar, des êtres qui symbolisent les forces naturelles, parfois désignés comme les « Géants » de la mythologie nordique.

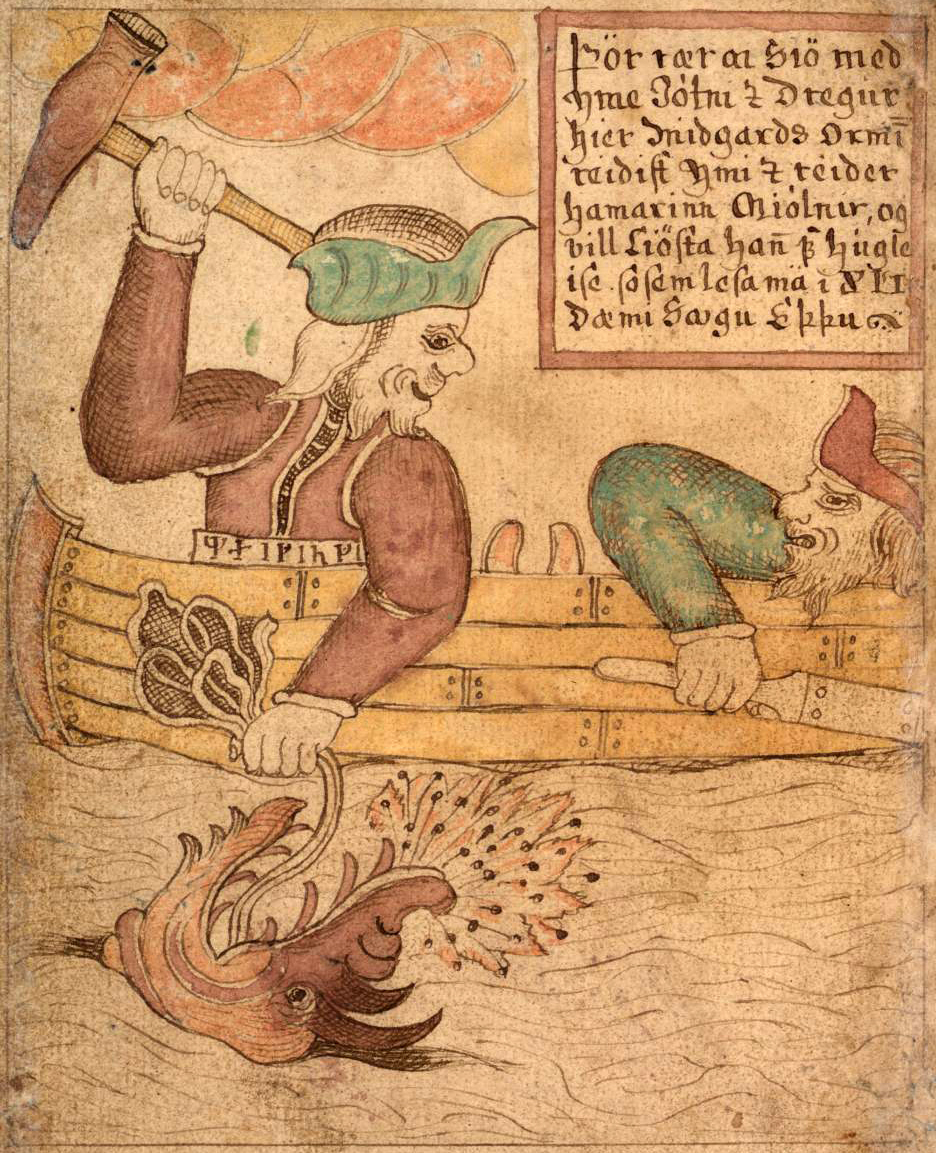
Thor et le jötunn Hymir combattant le monstre Jörmungand. Manuscrit islandais du XVIIIe siècle.

Il existe beaucoup de confusion dans l'utilisation des termes norrois jǫtunn, troll, þurs et risi, qui décrivent diverses créatures. Selon Jakobsson (ou MacCulloch), le terme « troll » était utilisé au Moyen Âge pour désigner des êtres divers, tel le géant ou l'habitant des montagnes, une sorcière, une personne anormalement forte ou grande ou laide, un esprit malveillant, un fantôme, un Noir, un sanglier magique, un demi-dieu païen, un démon, un brunnmigi (en) ou un berserk, etc,.
Selon Einar Ólafur Sveinsson, la signification de « Géant » apparaît seulement vers le XIe – XIIe siècle, avec le kenning trǫlls fákr qui désigne la géante Hyrrokin ; le terme troll devint ultérieurement synonyme de jötunn (Géant).
La première mention du troll apparait dans l’Edda de Snorri, rédigé à partir de 1220. Le poète et mythographe Snorri Sturluson raconte que le dieu Thor est allé à l'est pour combattre des trolls. Dans le poème Völuspá (40-41) l'une des progénitures du monstre-loup Fenrir aurait la « forme d'un troll ».
Des « femmes-trolls » ou « femelles trolls » sont mentionnées dans les sagas ; elles sont décrites généralement comme des Géantes, mais parfois comme des sorcières ou bien le mot est utilisé pour nommer une créature Fylgja. Dans les récits du Skáldskaparmál, transmis partiellement dans l’Edda de Snorri, un épisode relate la rencontre entre une femme-troll non nommée et le poète Bragi Boddason (qui vécut au IXe siècle),. D'après ce récit, tard dans la nuit, Bragi traversait une forêt quand la troll lui demanda agressivement qui il était, tout en se présentant elle-même :
| Troll kalla mik trungl sjǫtrungnis, auðsug jǫtuns, élsólar bǫl, vilsinn vǫlu, vǫrð nafjarðar, hvélsveg himins – hvat's troll nema þat? — (vieux norrois) | « Troll appelle-moi Lune de la terre-Hrungnir [?] Avaleuse-de-richesse [?] du Géant, Destructeur du soleil-tempête [?] Disciple bien-aimé de la voyante, Gardien du fjord-du-cadavre [tombe], Avaleuse de la roue-du-ciel [soleil/lune]. Qu'est-ce qu'un troll si ce n'est pas ça ? » — (traduction libre) |

Des « demi-trolls » sont également mentionnés dans les sagas islandaises. À l'exemple du demi-troll Thorir, mentionné dans la Saga de Grettir, ou des demi-trolls combattu par Grettir Ásmundarson dans le Chant de Halmund.

### Caractéristiques
Selon Sveinsson, il n'est pas pertinent de chercher à décrire précisément les caractéristiques du troll mythologique, en raison des variations de représentation selon les textes et les époques.
Par opposition aux trolls des légendes médiévales, les Géants de la mythologie vivent en communauté, dans le « monde des géants », le Jotunheimar ; ils ont des habitations et des salles publiques, des vêtements et riches bijoux, ils sont gouvernés par des rois et leurs filles sont attrayantes. Ces caractéristiques des Géants diffèrent des trolls légendaires du folklore, présentés comme des êtres solitaires, bestiaux ou monstrueusement laids, de taille « géante », habitant dans des montagnes isolées, vêtus de haillons ou peaux de bêtes.

## Folklore scandinave

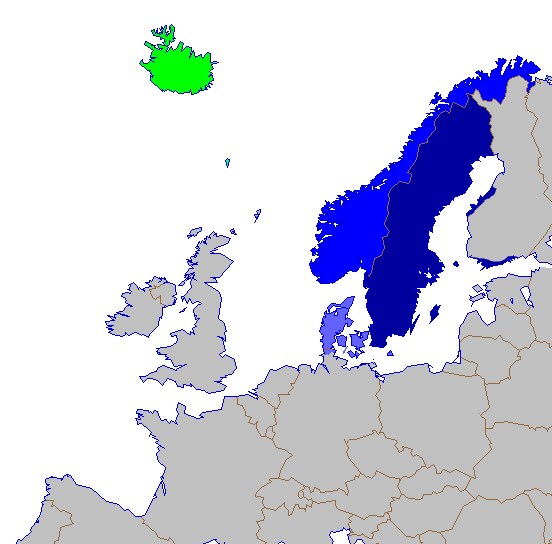
Langues scandinaves en 2007 (vert et bleu).

Le troll du folklore concerne toutes les légendes et croyances populaires relatives au troll. Celles-ci étaient transmises de génération en génération, principalement par voie orale (contes, récits, chants, rites). Ces légendes et croyances sont délimitées par la culture scandinave, et plus précisément par les régions de langues scandinaves. Elles concernent principalement la Norvège, la Suède, le Danemark et certaines régions du nord de l'Allemagne et l'Islande.
Le troll est resté un objet de croyance depuis le Moyen Âge et la christianisation, jusqu'au début du XXe siècle où les nombreuses légendes ont été collectées par des chercheurs. Le troll est ensuite considéré essentiellement comme une créature imaginaire, c'est-à-dire un personnage littéraire de contes merveilleux, de romans et de films fantastiques.

### Troll et christianisation

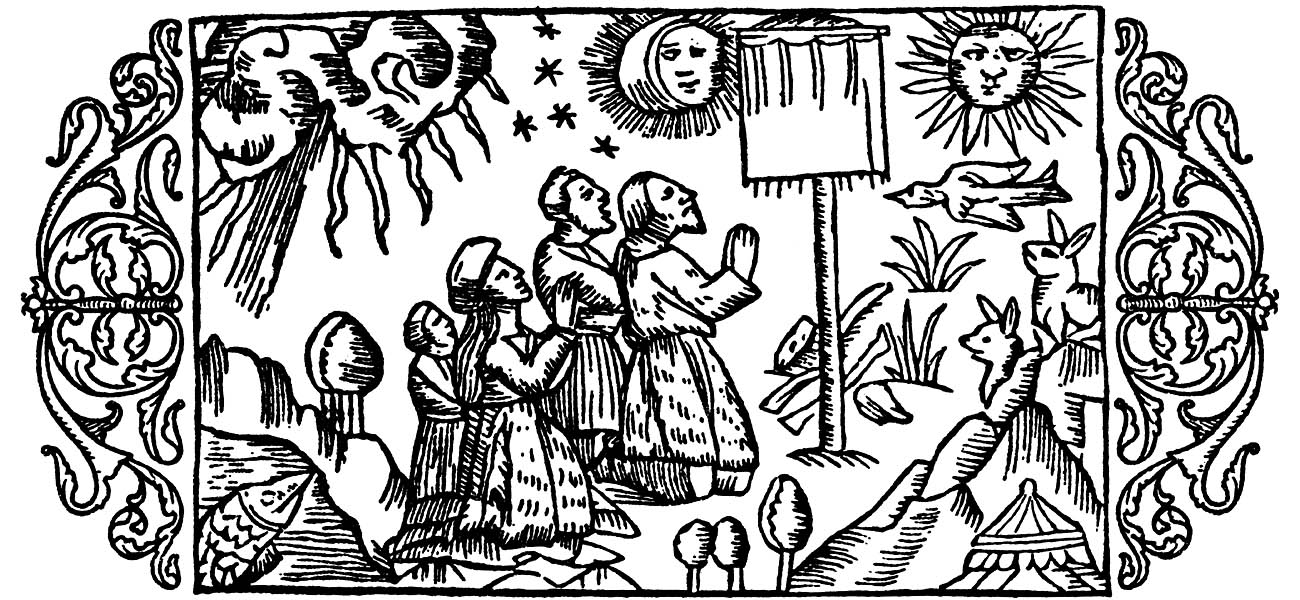
« De l'idolâtrie chez les gens de la région arctique » selon Olaus Magnus dans Historia de Gentibus Septentrionalibus…, 1555.

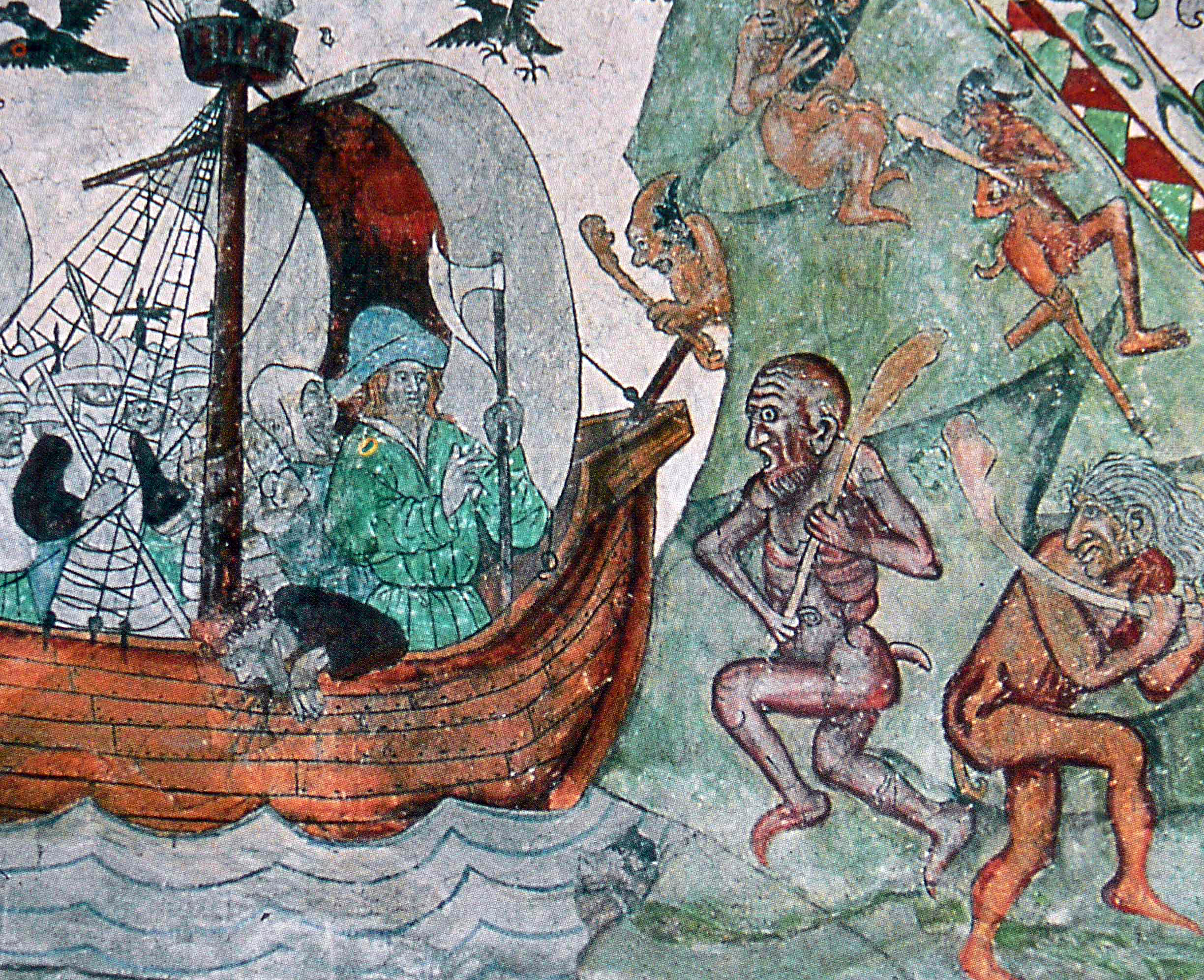
Saint Olaf transforme les trolls en pierre. Peinture murale de la fin du Moyen Âge, église de Västmanland.

La fin de l'Âge des Vikings correspond à l'instauration d'une autorité royale et au début de la christianisation en Scandinavie, à partir du Xe siècle et jusqu'au XIIIe siècle. À la suite de l'adoption du christianisme par la monarchie puis par la totalité du pays, les pratiques spirituelles et les croyances traditionnelles ont été marginalisées et leurs adeptes ont été persécutés. Les völvas, prophètes des pratiques ancestrales (sejðr), furent généralement exécutés ou exilés.
Les anciens dieux et les rites paganistes ont été remplacés par des croyances pour de nouvelles créatures païennes : trolls, jötnars, elfes… Et parmi celles-ci, le troll était une créature très présente dans les légendes. Il était aussi le plus important opposant à la christianisation : « les forces du chaos, les ennemis de Dieu » sont ainsi symbolisées par le troll. À l'exemple, pour le roi et saint Olaf II de Norvège, combattre les trolls (voir peinture) était ainsi une manière d'amener son peuple vers la nouvelle religion. De même, les trolls vaincus sont associés à la construction de certaines églises ou cathédrales, à l'exemple de la cathédrale de Trondheim : en plus de la symbolique du triomphe du bien contre le mal, c'est-à-dire de la foi chrétienne sur les croyances païennes, l'histoire du troll renforce aussi le caractère sacré de l'emplacement géographique des églises.

### Évolution des croyances
Il est difficile de déterminer avec certitude l'évolution des légendes et croyances populaires, entre le Moyen Âge et l'Époque moderne, en l'absence de traces écrites suffisantes. Les spécialistes, historiens et folkloristes fondent leurs hypothèses à partir de l'étude philologique des textes littéraires norrois et ultérieurs.
Il n'existe pas de doutes sur l'existence de légendes populaires, dès le Moyen Âge, concernant des êtres géants ou « trolls », vivant dans les montagnes et les rochers en Scandinavie ou en Islande. Ces créatures étaient vraisemblablement solitaires.
Selon Sveinsson, si le mot « troll » a pris une signification très vague vers 1200 (en raison de la christianisation), les croyances populaires n'étaient pas altérées ou diminuées à cette époque. Pour Sveinsson, la croyance de l'existence des trolls a commencé à diminuer progressivement vers 1600 en Islande ; l'apparition de nouvelles légendes sur le troll est rare après la Réforme protestante et les histoires islandaises de trolls des XVIIe et XVIIIe siècles semblent trouver leur origine avant la Réforme. Les Islandais se sont certainement mis à croire que la race des trolls avait disparu.

### Caractéristiques du troll légendaire

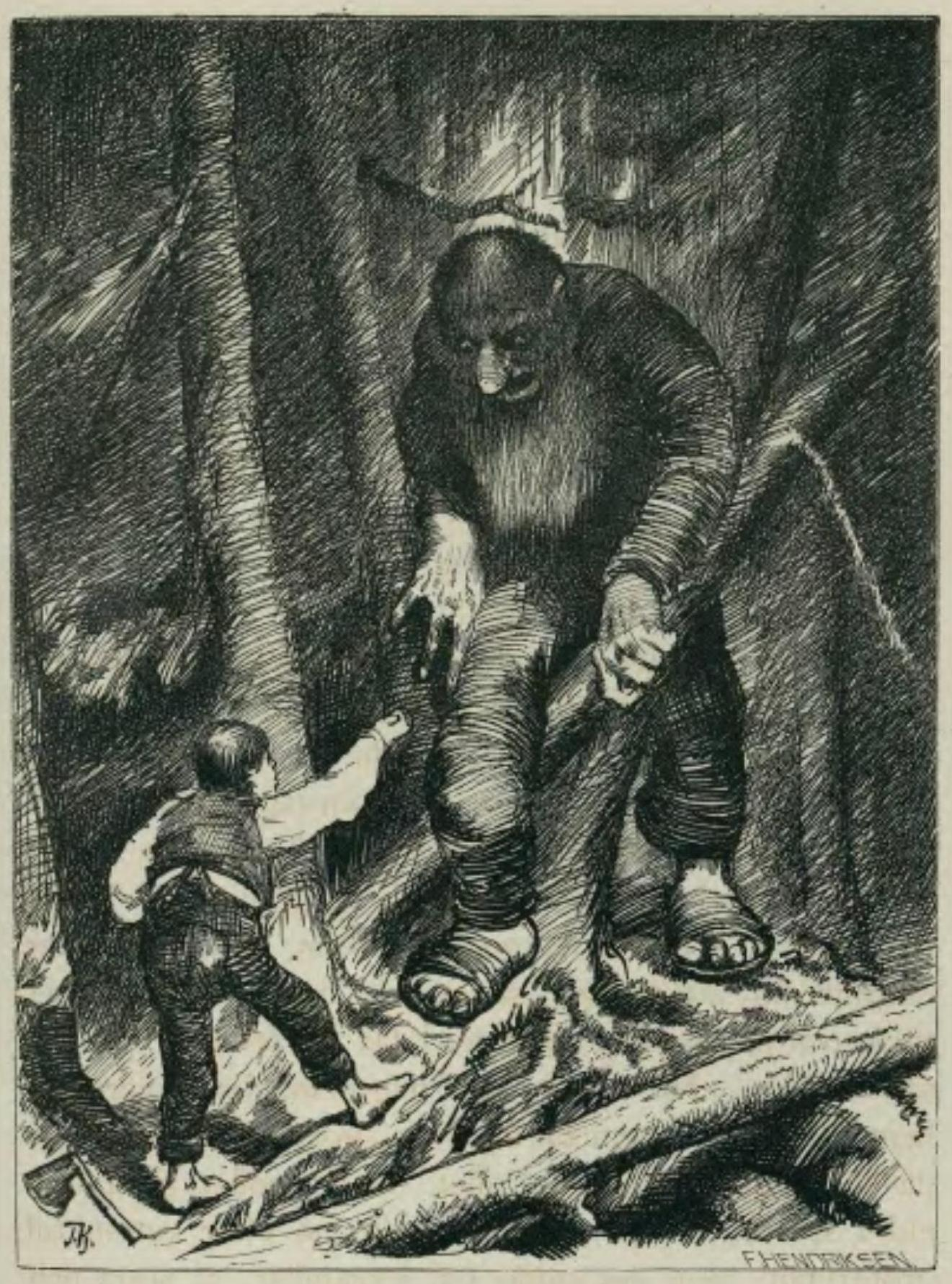
Rencontre d'un troll, illustration de Kittelsen pour un livre de Asbjørnsen

Les croyances et caractéristiques du troll sont fort variables, selon les époques et les régions scandinaves, rendant difficile la tentative d'une description générale du troll.
Un aspect important des légendes, est que le troll est rarement décrit physiquement : les récits légendaires laissent généralement de côté l'apparence du troll et se fixent essentiellement sur les actions du troll et sur la mention explicite de sa nature surnaturelle, c'est-à-dire sa distinction par rapport aux humains. Son apparence est mentionnée parfois comme identique aux humains, à l'identique des trolls qui habitent les forêts sauvages du centre de la Suède.
La taille du troll est rarement évoquée dans les légendes ; même quand le troll semble hériter de caractéristiques divines du jötunn de l'ancienne mythologie, sa taille est très rarement déterminée. L'idée moderne du troll de taille immense ou « géante » (ou bien naïf) est essentiellement héritée de la fiction du XIXe siècle (contes merveilleux, illustrations).
Le troll légendaire se définit essentiellement par son lien aux lieux sauvages et aux éléments naturels : la mer, certaines forêts, montagnes ou rochers, c'est-à-dire des endroits sauvages et étrangers à la civilisation humaine. Le troll prend ainsi son sens comme le symbole ou l'incarnation des forces naturelles, considérées avec respect et crainte par les hommes, en raison de leur étrangeté et dangerosité. Le troll se définit aussi par sa différence à l'égard de l'homme et la difficulté de la cohabitation pacifique entre espèces. Les légendes mentionnent de manière récurrente le problème de la rencontre humaine avec des trolls, l'enlèvement de femmes et d'enfants humains par les trolls, les manières de les éviter, les vaincre ou les tuer ; notamment la faiblesse du troll à l'égard du feu, des éclairs (orage) et de la lumière (solaire).
Dans certaines régions, les caractéristiques du troll sont identiques à celles d'autres créatures surnaturelles ou bien parfois ses pouvoirs sont fortement « diminués ». Cette différence peut avoir pour origine une confusion entre le troll et d'autres créatures légendaires (småfolk), issues du folklore scandinave ou germanique. Les caractéristiques du troll sont ainsi parfois confondues avec celles des elfes, des huldres… notamment dans les régions Sud (Danemark). Quand le troll est assimilé aux créatures de petite taille (et peu dangereuses), ses caractéristiques sont parfois attribuées à l'influence chrétienne qui luttait contre les croyances païennes et dépréciait l'influence des trolls.

### XIXeet débutXXesiècle

#### Survivance de la mythologie nordique?

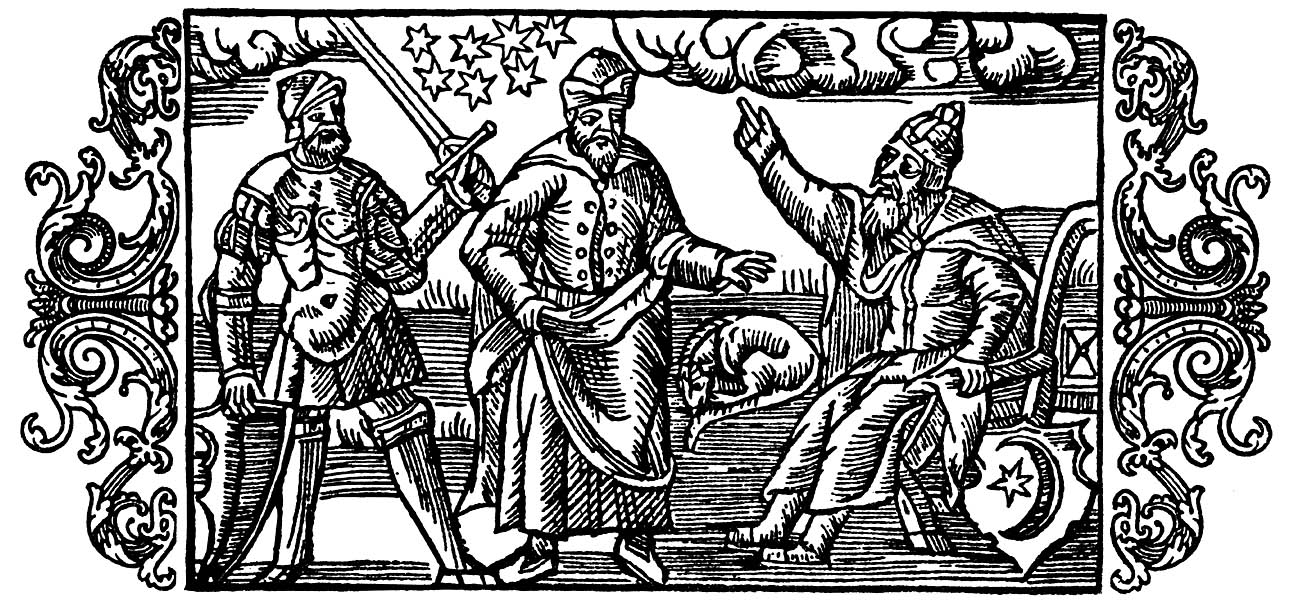
« Sur les châtiments qui tombent sur les dieux mineurs » (Odin, Thor et un dieu byzantin) 1555.

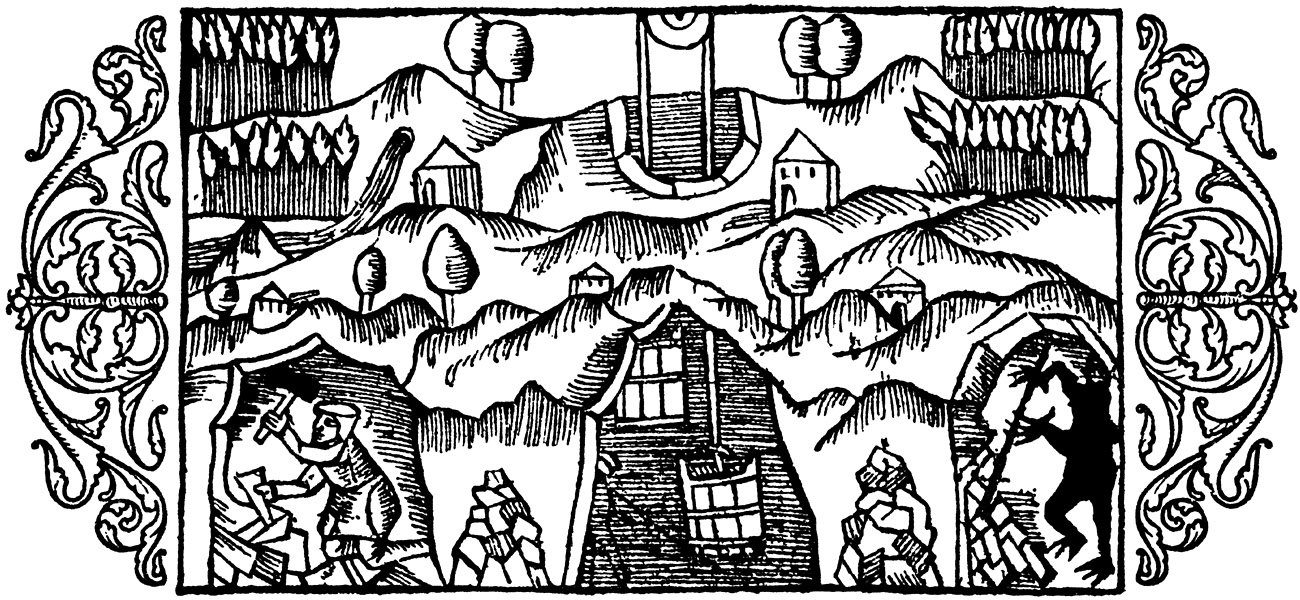
« Troll des rochers » (droite) minant avec une barre de fer.
Historia de gentibus septentrionalibus, 1555.

La survivance des conceptions mythologiques dans le folklore du XIXe-XXe est un questionnement pour les chercheurs contemporains. Est-ce que les anciens mythes ont survécu ? Si oui, pour quelles raisons ? Quelle serait l'utilité ou la fonction des anciens mythes dans une société moderne ?
L'hypothèse la plus commune parmi les folkloristes est celle d'une dégénération des mythes médiévaux, due à la pression du christianisme ; les légendes modernes du troll ne seraient que des morceaux éparpillés et déformées des anciens mythes. Les caractéristiques « diminuées » du troll des légendes s'expliqueraient par la diabolisation par l'Église de cette croyance païenne : le troll mythique, géant doté de pouvoirs divins, serait ainsi devenu une petite créature maléfique et peu puissante.
Dans une approche dite réductionniste, d'autres chercheurs considèrent les légendes modernes du troll comme le simple reflet des conceptions humaines du présent sur le royaume des morts. Cette approche expliquerait que d'autres cultures européennes (par exemple anglo-saxonne) possèdent des légendes similaires ou comparables à celles du troll scandinave.
Pour d'autres chercheurs, tel Amilien, les conceptions paganistes ont été adaptées au contexte historique actuel, afin d'assurer la viabilité des traditions. Les mythes paganistes n'auraient pas été valorisés (et conservés) au motif de leur ancienneté : ils auraient simplement été transformés pour suivre l'évolution de la société.

#### Renouveau du troll
À l'époque moderne, le troll regagne de l'importance dans la culture scandinave. Ce phénomène peut s'expliquer par plusieurs éléments :
À partir du XIXe siècle, l'influence luthérienne diminue fortement dans les pays scandinaves, avec la sécularisation de la société, la séparation de l'Église des affaires civiles et politiques (services publics des villes et régions) et de l'enseignement scolaire. Cette perte d'influence religieuse favorisa peut-être le maintien d'une relative « cohabitation » entre les pratiques chrétiennes et les croyances populaires d'inspiration paganiste. À titre d'exemple, les folkloristes soulignent que certains pasteurs du XIXe siècle mentionnent fréquemment dans leurs sermons des éléments de croyance populaire (trolls), sans forcément déprécier celles-ci.
D'autre part, la redécouverte de la mythologie nordique, avec un renouveau dans l'étude des sagas islandaises et des eddas et la redécouverte de certains textes médiévaux oubliés. Cette redécouverte avait débuté au XVIe siècle autour du mouvement des sociétés d'antiquaires. Ce mouvement a permis de diffuser les textes des Eddas et il a contribué à la redécouverte de la religion nordique ancienne, à la suite des travaux de l'érudit danois Peder Hansen Resen (1625-1688). Cet intérêt se prolonge avec l'intérêt ultérieur pour la mythologie germanique lié à un influent romantisme « gothique » (Allemagne) ; puis au XIXe siècle l'intérêt nationaliste de distinguer des « épopées nationales » pour le romantisme scandinave.
Le nationalisme romantique apparaît en Europe au XIXe siècle, en réaction contre les transformations sociales de la révolution industrielle. Ce mouvement intellectuel et culturel a une influence très importante dans les pays scandinaves de la fin du 19e jusqu'au début du XXe siècle. Cette approche nationaliste (et parfois indépendantiste), se fonde sur l'idée d'une identité spécifiquement nationale, délimitée par la langue, la culture et l'origine ethnique.
Ce nationalisme romantique a inspiré d'importants travaux sur les dialectes locaux scandinaves, à travers l'étude ou la rénovation des langues (par exemple, le nynorsk en Norvège).
De même il a visé à l'élaboration d'une identité historique ou culturelle nationale : il a inspiré de nombreux travaux sur la mythologie nordique, les religions anciennes, les contes et légendes populaires, soutenus par les États, avec la collecte d'éléments du folklore et de l'histoire locale. Ce nationalisme a aussi inspiré l'art à travers le style du romantisme national qui s'exprime dans la peinture et l'illustration, et des thématiques liées aux espaces naturels (forêts), à la vie simple des fermiers.
Des contes et légendes sont collectées dès le XIXe siècle. À cette époque, la majorité des personnes qui collectaient les légendes et contes populaires scandinaves considéraient leur travail comme une opération de sauvetage et un archivage pour la postérité de la mémoire des anciens. L'importance croissante de l'éducation scolaire était considérée comme une menace pour la survie de la tradition, bien que paradoxalement les collecteurs étaient eux-mêmes fréquemment des enseignants.
Les grandes études sur le folklore scandinave du troll débutent essentiellement dans les années 1930, autour des légendes et des contes. L'une des premières études de grande ampleur est celle d'Elisabeth Hartmann en 1936 : Die Trollvorstellungen in den Sagen und Märchen der skandinavischen Völker.

#### Traditions

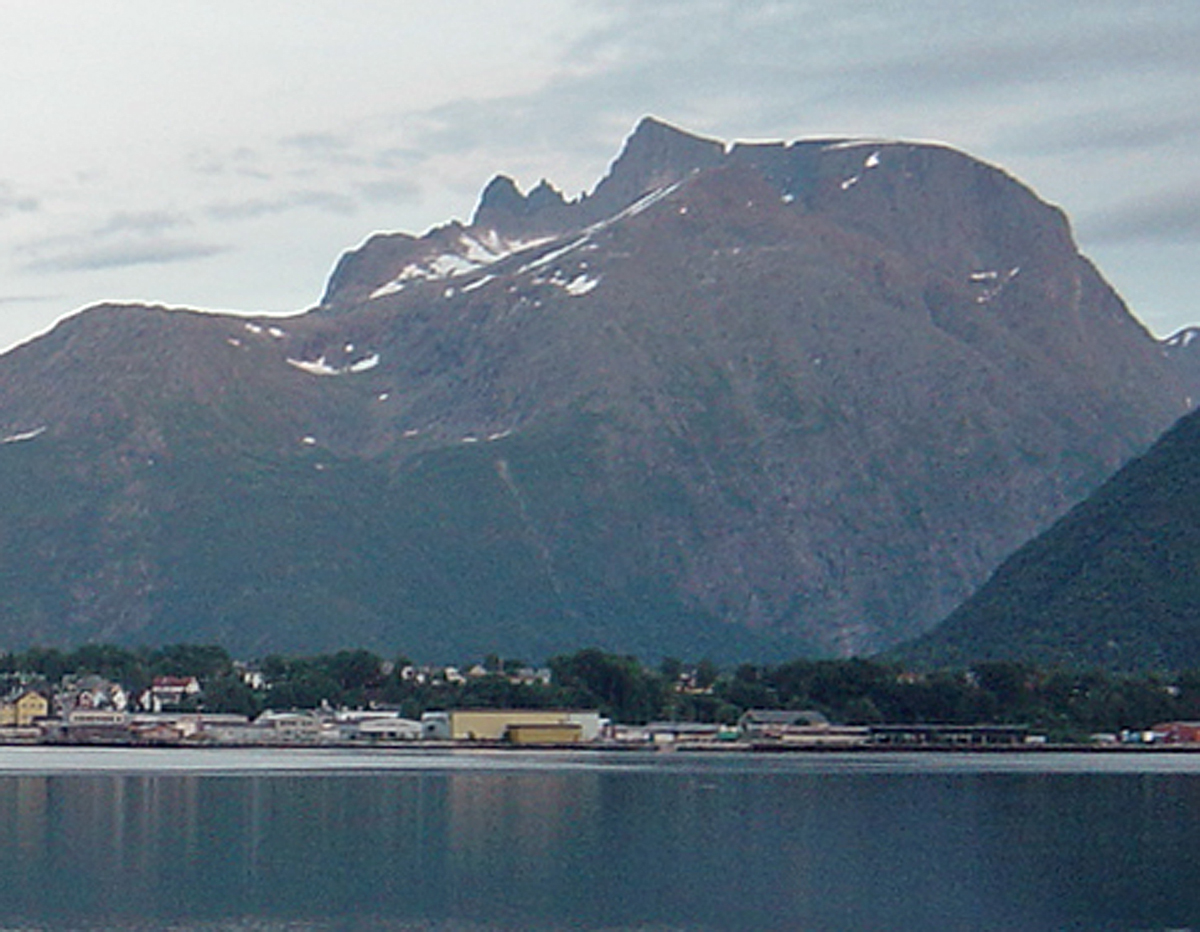
Trolltinden, littéralement « montagne du troll », un exemple de toponyme norvégien rattaché aux trolls.

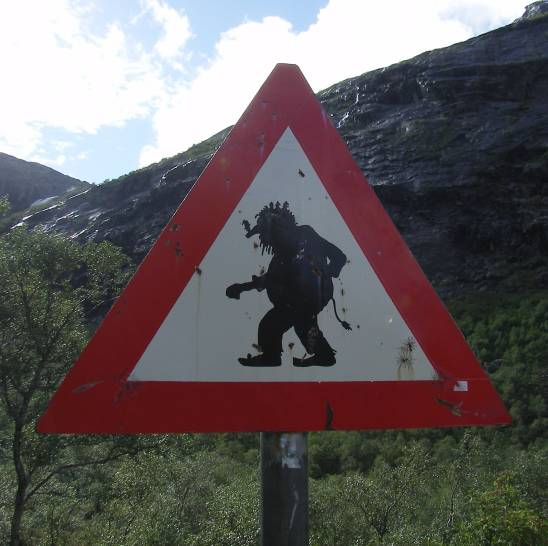
Évocation humoristique de l'ancien folklore avec un panneau signalant le passage fréquent de trolls, sur la route Trollstigen (Norvège).

Au XIXe siècle et au début du XXe siècle, la tradition et la définition du troll dans le folklore diffèrent de manière assez importante selon les régions de Scandinavie. Hartmann distingue deux traditions opposées : une tradition norvégienne à l'ouest, et une tradition à l'est (sud de la Suède, Danemark).

##### Tradition norvégienne
D'après la tradition norvégienne, le troll est un être solitaire, grand et laid — mais surtout fictif. Sa description correspond essentiellement aux Géants rise ou jötunn de la mythologie nordique. Ce troll est utilisé comme personnage pour des récits explicatifs populaires (conte étiologique), agissant souvent comme un symbole diabolique. Ce troll ne serait donc pas objet de croyances populaires, selon Hartmann, à l'inverse des huldrefolk qui sont encore l'objet de croyances à cette époque en Norvège.

##### Tradition suédoise et danoise
L'autre tradition du troll est délimitée globalement par les régions du centre et sud de la Suède et du Danemark. Dans cette tradition, les trolls sont objets de croyances populaires et de légendes. Ces trolls sont considérés comme un ensemble de créatures surnaturelles anthropomorphiques (parfois d'apparence humaine), habitant les montagnes et les forêts, sont rattachés à la famille des vättar (suédois) ou aux huldrefolk (norvégiens).
Ces trolls légendaires sont parfois considérés comme un peuple vivant en paix avec les humains, mais le plus souvent les trolls sont considérés comme dangereux et malhonnêtes.
Dans cette tradition, le troll est fréquemment relié à des légendes d'enlèvements d'adultes ou d'enfants (changeling), d'après des légendes comparables à celles du folklore celte.
Bien que le troll soit relié à la magie et au surnaturel, sa croyance est distinguée très nettement de la croyance aux sorcières.

##### Îles d'Écosse
Dans les îles de l'archipel Shetland et Orcades, au nord de l'Écosse, des créatures surnaturelles désignées comme trow (ou trowe, drow) sont similaires aux huldrefolk norvégiens et suggèrent une possible origine commune. Selon Peter Narváez, le terme « troll » aurait peut-être été apporté par les anciens colons nordiques de ces îles, utilisé comme désignation générique pour les créatures surnaturelles, avant que sa signification soit ultérieurement restreinte aux seules créatures géantes (jötunn) de la mythologie.

## Dans les arts et la littérature
Issu des croyances populaires, le troll est devenu dès le Moyen Âge un personnage de fiction dans certains récits anciens. À l'époque moderne, le troll devient un personnage pour de nombreux contes merveilleux et un sujet de figuration pour différentes œuvres artistiques (illustration, sculpture).

### XVIesiècle

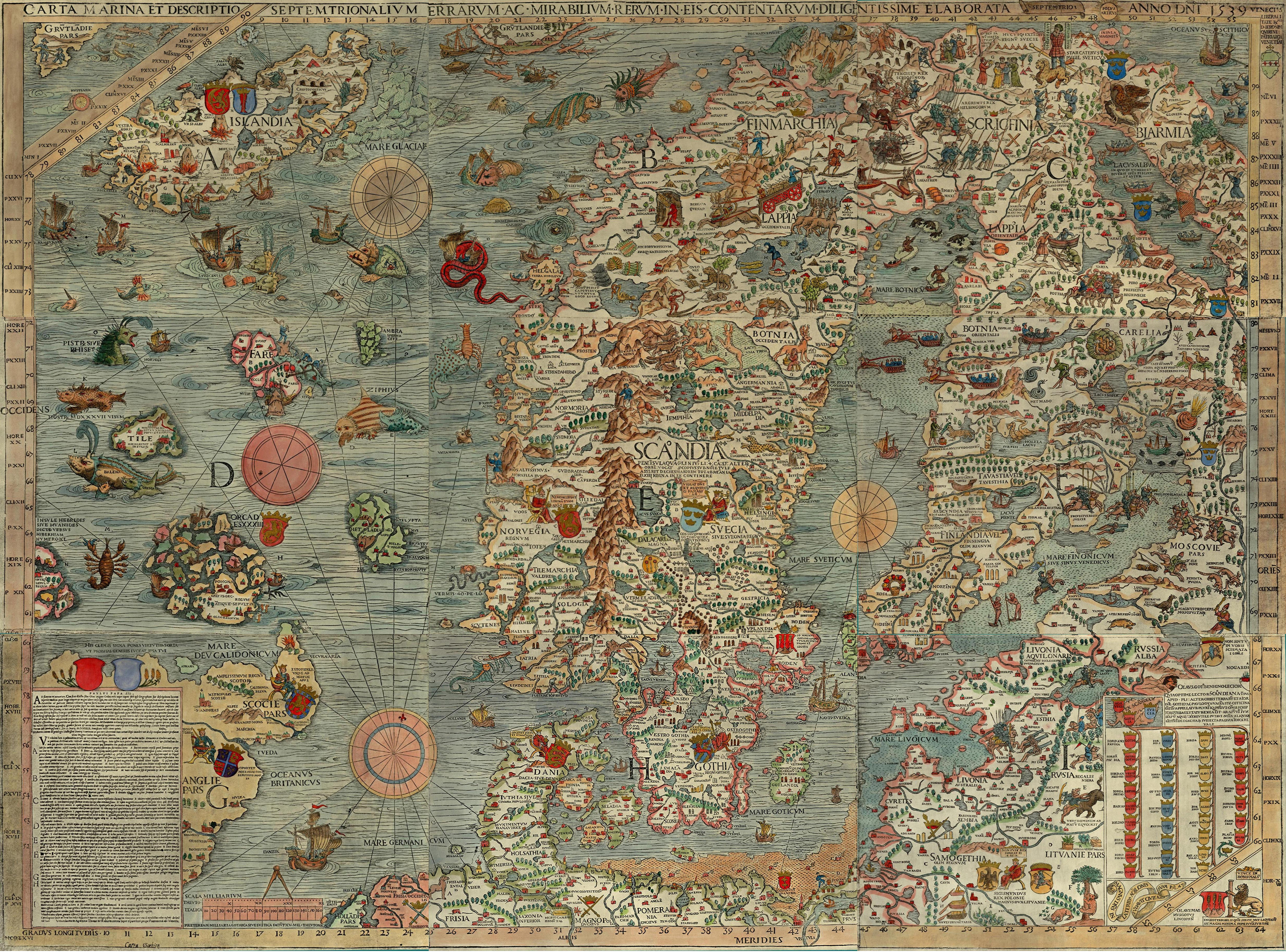
Carta Marina (1539)

Au-delà de l'illustration des manuscrits de la mythologie norroise, les premières représentations du troll des contes et légendes sont souvent attribuées aux ouvrages de l'auteur et religieux suédois Olaus Magnus (1490-1557). Archidiacre catholique, il séjourna en Suède jusqu'à la Réforme protestante qui l'obligea à s'exiler en Italie. Magnus consacra le reste de sa vie à la rédaction de descriptions des pays nordiques.
Magnus fit ainsi réaliser la Carta Marina (1539), carte géographique des pays nordiques, avec de nombreuses représentations des créatures légendaires scandinaves, dont des monstres maritimes. Le trolual ou trolval (islandais), sorte de baleine démoniaque tuant les marins qui la confondent avec une île, préfigure peut-être les « trolls des mers ».
Magnus réalisa surtout la monumentale Historia de gentibus septentrionalibus (1555), qui devint l'ouvrage de référence en Europe pour la description des pays du Nord. Cet ouvrage reprend les récits qu'il a recueilli lors de ses voyages scandinaves mélangé à d'autres auteurs (antiques, médiévaux…). L'ouvrage comporte plusieurs centaines de gravures sur bois, probablement réalisés par des artistes italiens sur les instructions de Magnus. Parmi celles-ci, plusieurs représentations de créatures surnaturelles (trolls, nains…).

### Caractéristiques du troll des contes
Dans les anciens contes scandinaves, le troll est un personnage comparable au géant ou à l'ogre d'autres traditions européennes : il a le rôle d'antagoniste surnaturel et dangereux qui s'oppose aux héros et il est vaincu ou tué par ceux-ci à la fin des histoires. Son apparence est souvent détaillée : les descriptions sont purement fictionnelles (non reliées aux anciennes croyances), il est généralement présenté comme un être farouche, et caractérisé selon Asplund par des détails descriptifs « raides » et « irréalistes ».
Il a généralement une stature de haute taille, une prédilection pour les lieux de montagne et une inimitié envers l'homme.
Les contes destinés aux enfants reprennent parfois certains aspects légendaires et ces histoires se distinguent alors des archétypes plus classiques du conte merveilleux (succès du troll, fin énigmatique, détails incohérents…).

### XIXeet débutXXesiècle
Le tournant du siècle est l'époque du mouvement nationaliste romantique en Scandinavie, plaçant le troll comme une figure majeure dans la littérature et les arts.

#### Œuvres littéraires
De nombreux poètes, écrivains et conteurs scandinaves ont repris le personnage du troll : notamment Knut Hamsun, Trygve Gulbranssen, Bjørnstjerne Bjørnson et Selma Lagerlöf.
Le dramaturge norvégien Henrik Ibsen, dans Peer Gynt (1866), confronte son héros aux trolls, dont le roi est le Vieux de la Montagne de Dovre. Pour épouser la fille du roi, il doit renoncer à sa condition d’homme, mais il s’enfuit avant de franchir cette étape. Ibsen s’est servi des travaux de Peter Christen Asbjørnsen et Jørgen Moe pour mettre en scène des personnages et des situations du folklore norvégien.

#### Illustration

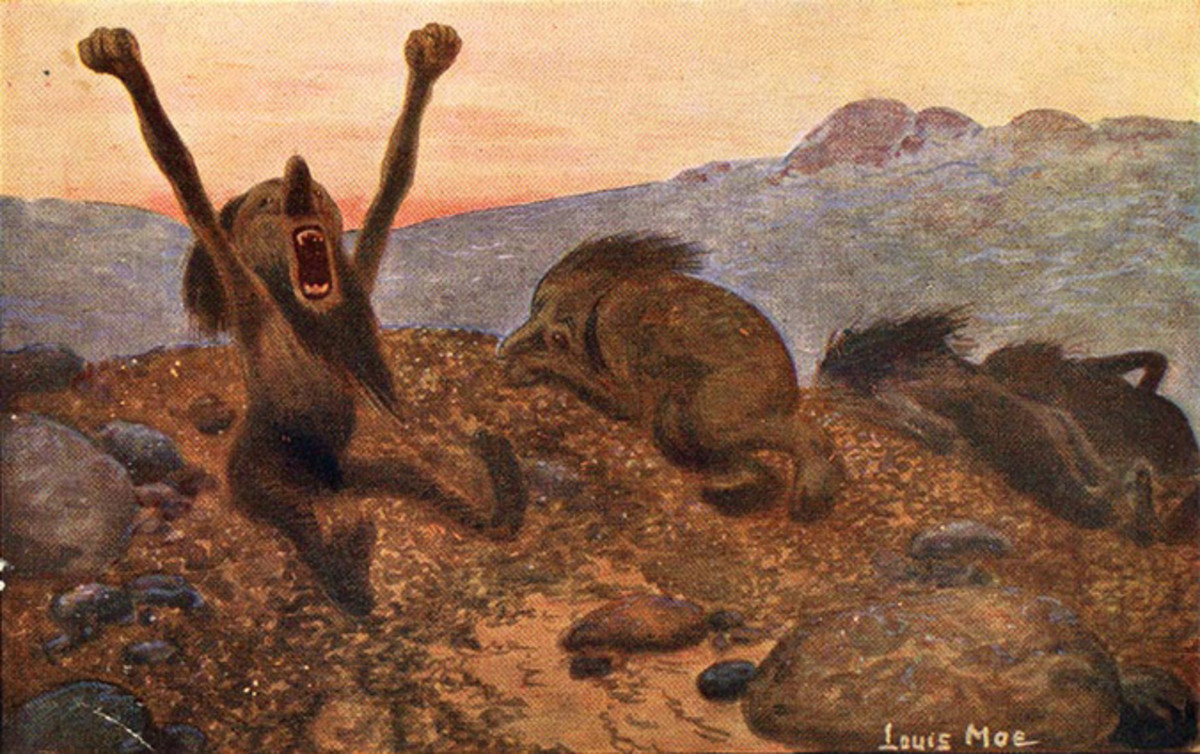
Le réveil des trolls, par l'artiste norvégien Louis Moe, 1918.

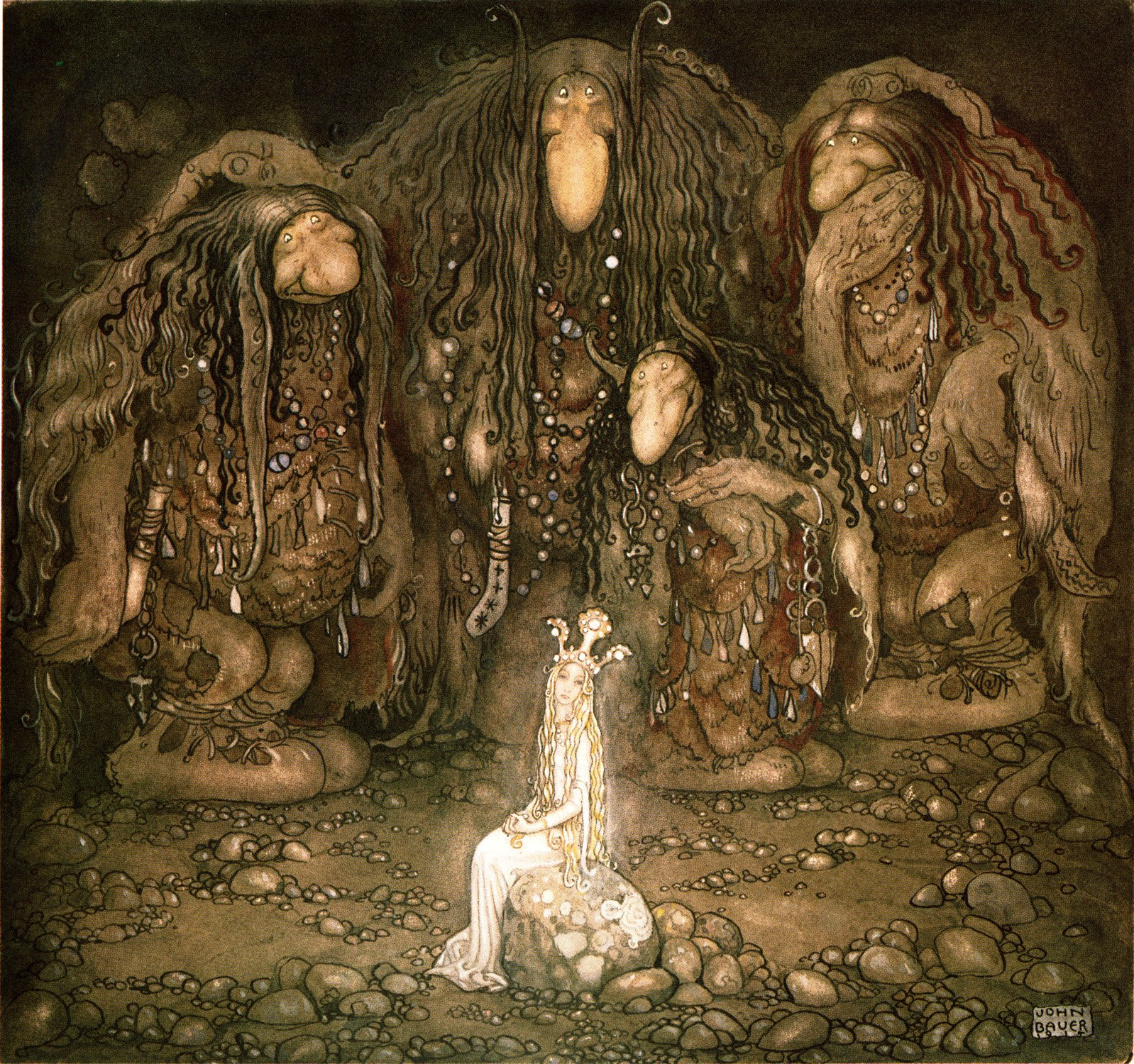
Les Trolls et la princesse enlevée, 1915 par l'artiste suédois John Bauer pour la collection Bland Tomtar och Troll qui paraissait chaque année à Noël.

Le peintre et dessinateur norvégien Theodor Kittelsen est particulièrement connu pour ses illustrations de trolls. Il a commencé à illustrer des contes vers 1882, et notamment des ouvrages de Asbjørnsen et Moe (1883-1887), puis le magazine Troldskab (1909-1915). Installé dans le cadre sauvage des îles Lofoten à partir de 1897, il reprend le thème des forces naturelles menaçantes et il s'inspire des formes du paysage pour les formes de ses trolls. Par exemple le gigantesque et effrayant « troll de mer » surgissant des flots ; le « troll des forêts », vivant en solitaire dans la nature ; ou bien le « troll des montagnes », couvert de sapins qui se confond avec une colline. À l'identique des trolls de l'artiste norvégien Erik Werenskiold, les trolls de Kittelsen sont souvent des géants poilus avec un grand nez et des vêtements rapiécés.
L'artiste suédois John Bauer (1882-1918) est peut-être l'illustrateur scandinave de trolls le plus connu, notamment par son livre de contes pour enfants Parmi tomtes et trolls [Bland Tomtar och Troll] (1907). Les trolls de Bauer sont grands, avec une tête énorme, un gros nez et des bras noueux (comme chez Kittelsen). Ces trolls sont des habitants de la forêt mystérieuse et inquiétante, avec un caractère bête et naïf plutôt que méchant. Cette représentation est devenue l'archétype du troll moderne, avec une influence majeure sur les représentations ultérieures, autant visuelles que littéraires, comme en témoignent notamment les illustrations de Brian Froud (né en 1947).
À partir des années 1920, l'importance nationaliste du troll diminue et il subsistera essentiellement comme sujet d'illustration. La représentation du troll se « démythifie » et il devient un personnage pour enfants, souvent ridicule ou comique. L'artiste et auteur suédoise Elsa Beskow (1874-1953) réalise de nombreux livres pour enfants durant cette période, dans un monde imaginaire idyllique et doux où les trolls apparaissent parfois. Cette démythification et humanisation du troll dans les contes pour enfants se prolonge notamment dans les personnages Moumines (à partir de 1948) de l'artiste finlandaise Tove Jansson : une petite famille de trolls aux formes rondes.

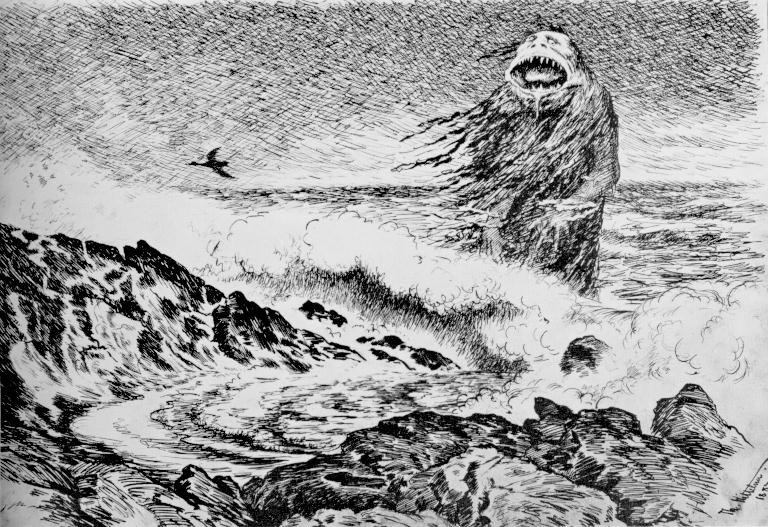
Le troll des mers (Theodor Kittelsen, 1887).
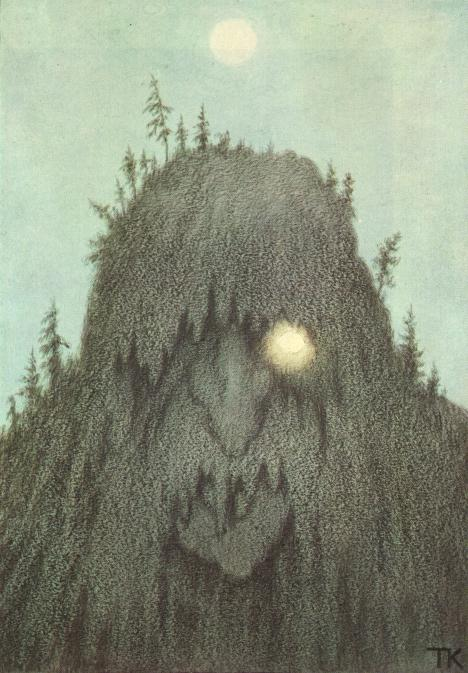
Le troll des forêts (Theodor Kittelsen, 1906).
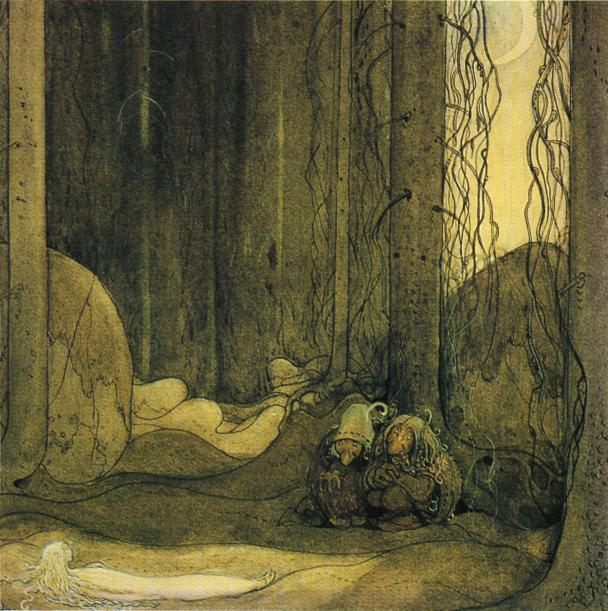
Le changelin (John Bauer, 1913).
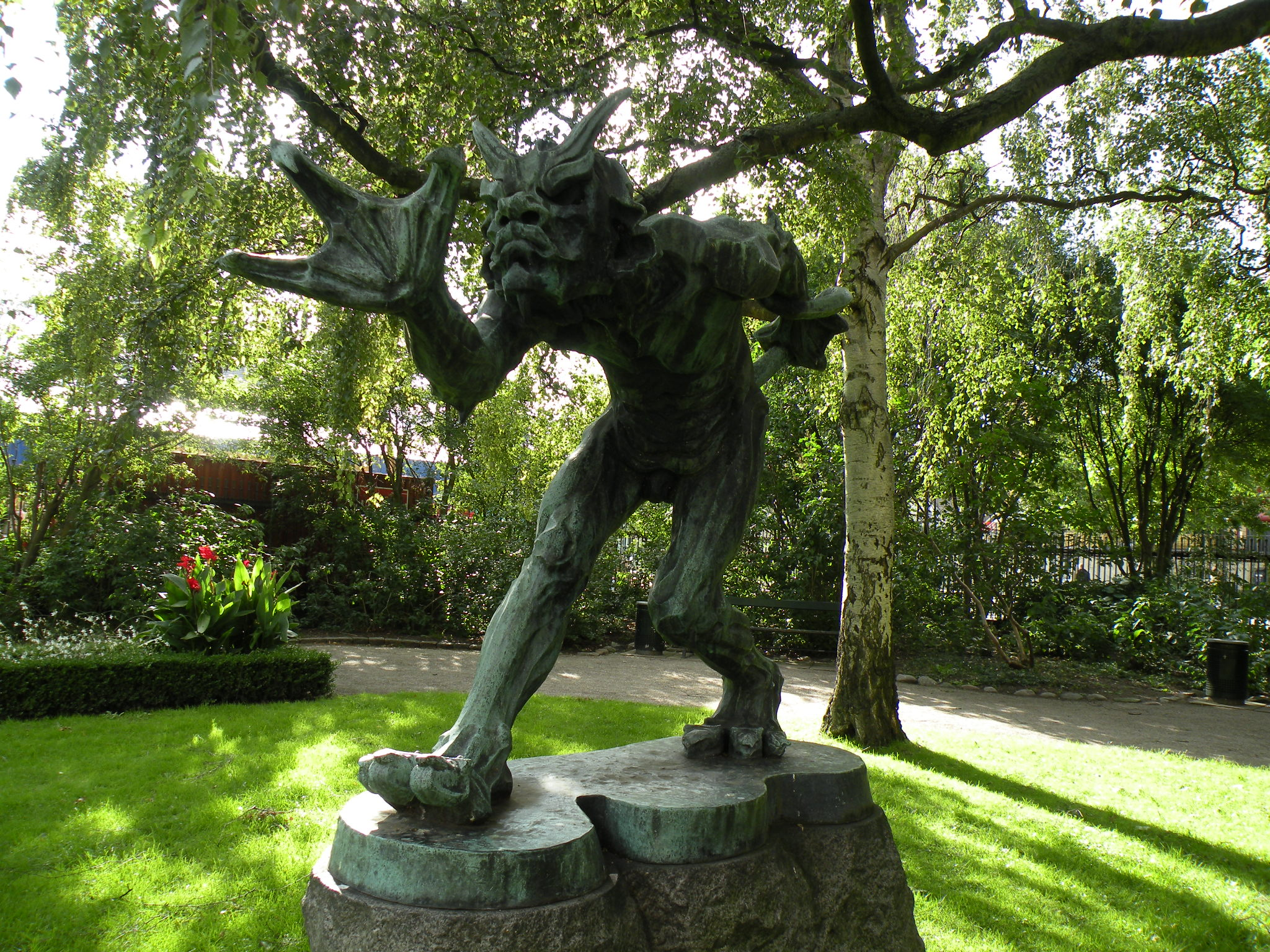
Troll qui sent le sang chrétien, sculpture de Niels Hansen Jacobsen, 1895
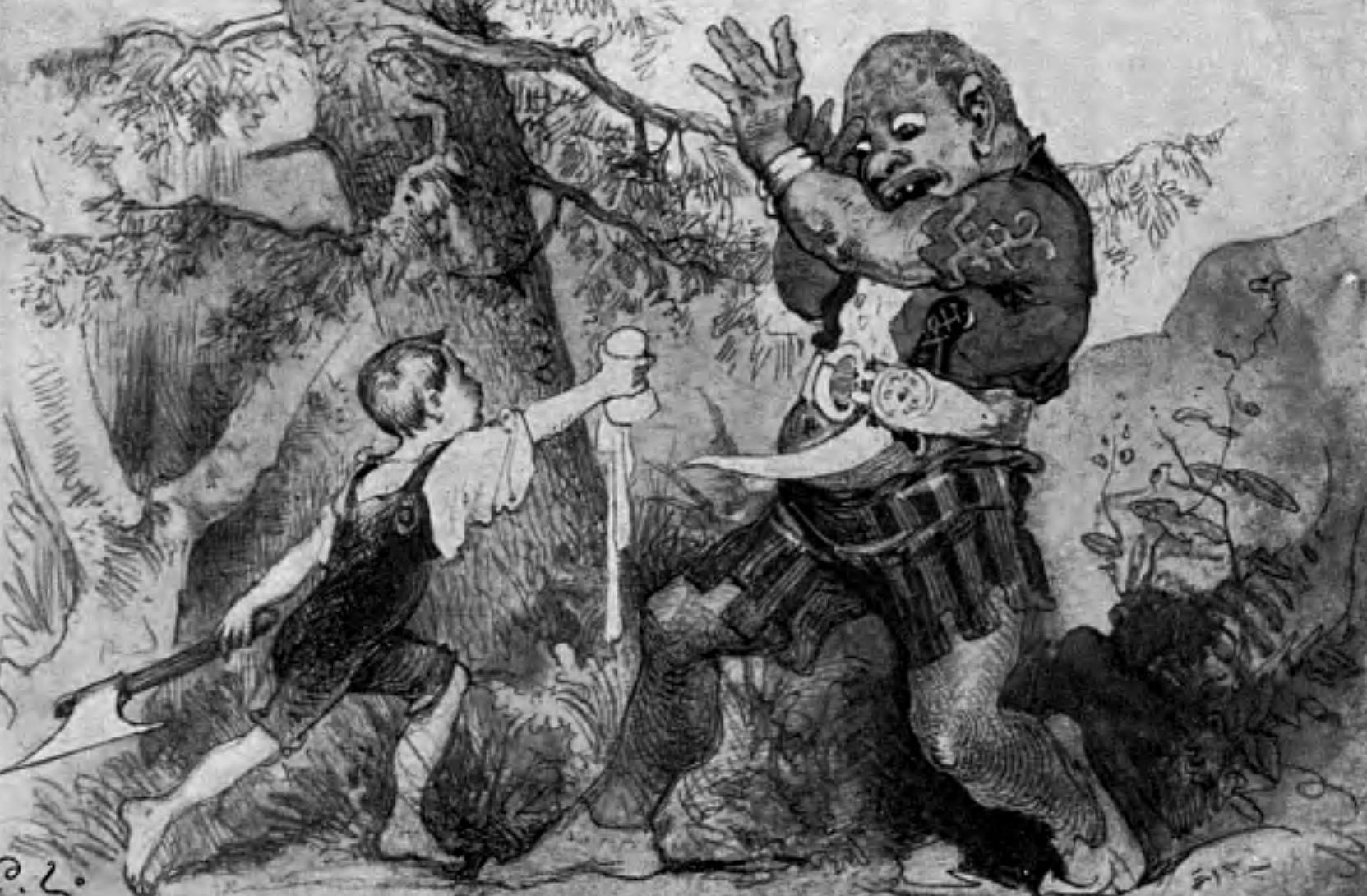
Illustration de Carl Larsson, 1927

## Dans la culture contemporaine

### Les trolls dans l'œuvre littéraire de J.R.R. Tolkien
L'écrivain anglais J. R. R. Tolkien a repris le personnage du troll, s'inspirant principalement des caractéristiques des contes et illustrations scandinaves, notamment le troll de John Bauer. Les trolls de Tolkien apparaissent dans Le Hobbit (1937) et Le Seigneur des anneaux (1954).
Dans Le Hobbit, les trolls sont décrits comme très grands (une bonne dizaine de mètres de haut), puissants, laids et particulièrement stupides. Leur peau épaisse les protège des coups, mais la plupart se transforment en pierre sous les rayons du Soleil. Ils vivent dans des cavernes. Ils amassent des trésors, tuent pour le plaisir et mangent homme, hobbit, nain ou elfe dès qu'ils peuvent.

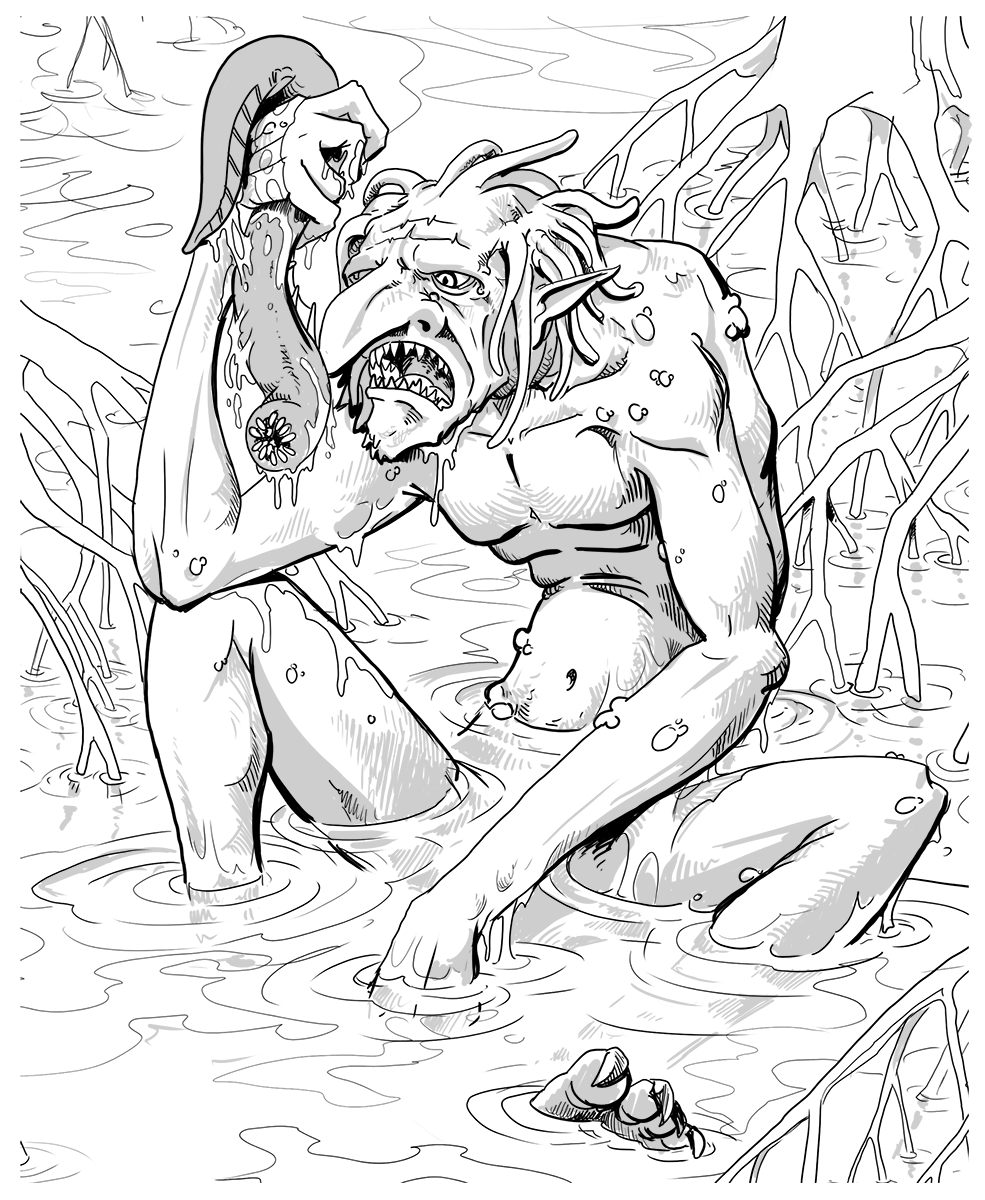
Un troll dans le jeu de rôle Donjons et Dragons.

Popularisées à l'échelle mondiale grâce à l'œuvre littéraire de Tolkien, ces créatures inspirent à partir du milieu du XXe siècle de nombreuses œuvres populaires qui reprennent le troll comme personnage de fiction, notamment la littérature de fantasy, les jeux de rôle, les jeux vidéo et les adaptations cinématographiques. Influencés par Trois cœurs, trois lions (1961), roman de fantasy de Poul Anderson, certains jeux de rôle prêtent aux trolls d'exceptionnelles capacités de régénération qui leur permettent de survivre à presque n'importe quelle blessure,.
D'autres écrivains reprendront la figure du troll, souvent inspirée des romans de Tolkien ; par exemple Terry Pratchett dans Troll Bridge (1992), J. K. Rowling dans Harry Potter à l'école des sorciers (1997), Neil Gaiman dans Troll Bridge (Smoke and Mirrors, 1998).

### Littérature scandinave
Dans Les Brigands de la forêt de Skule (1988), roman suédois de Kerstin Ekman, un troll, Skord, quitte le monde de la forêt et rejoint des enfants qui l'acceptent parmi eux. On le prend pour un enfant, mais il ne grandit jamais et ses doigts repoussent. Le roman navigue entre fantastique et réalisme.
Dans le roman finlandais Jamais avant le coucher du soleil (2000) de Johanna Sinisalo, ces créatures mythiques sont rationalisées. Les trolls sont des animaux comme les autres, dont des spécimens sont découverts en 1907 et classés parmi les mammifères (felipithecus trollius).

### Bande dessinée et illustration

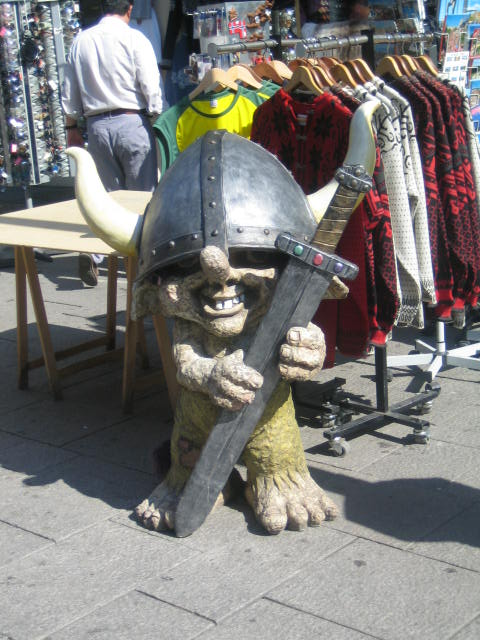
Représentation moderne d'un troll d'inspiration médiéval-fantastique

La série des Lanfeust de Troy (Arleston et Tarquin) et de Trolls de Troy mettent en scène des trolls ressemblant plutôt à des sortes de yétis couvert de poils et très attachés à leurs mouches. Ces trolls peuvent être enchantés par des sages afin de devenir dociles, mais l'eau dont ils ont une sainte horreur et l'alcool dont ils raffolent peuvent briser cet enchantement. Bien que sauvages et dangereux pour l'homme, ils sont dotés d'une intelligence et parlent, ce qu'ils cachent aux humains. Ils s'organisent en sociétés primitives dans de petits villages.

### Films
Le troll apparaît dans plusieurs fictions scandinaves dont :
- le film fantastique norvégien The Troll Hunter (2010) d'André Øvredal, les trolls sont traités comme « secret d'État » par le gouvernement norvégien, essayant de cacher l'existence des trolls à la population en faisant passer leurs exactions pour des accidents impliquant un ours ou une tornade ;
- le film fantastique suédois Border d'Ali Abbasi (2018), tiré de la nouvelle Gräns de John Ajvide Lindqvist, dans lequel les deux personnages principaux, dont la nature est d'abord mystérieuse, s'avèrent être des trolls. Ils présentent certaines des caractéristiques attribuées aux trolls légendaires, comme la peur vis-à-vis des éclairs ou le fait d'enlever des enfants humains ;
- le film Troll (2022) et sa suite Troll 2 (2025) de Roar Uthaug, dans lesquels une créature se réveille à la suite des travaux de construction d'un tunnel. Le premier film suit une paléontologue et son père qui croit aux légendes, missionnés par le gouvernement pour tenter de comprendre.

On retrouve cependant les trolls dans plusieurs autres films fantastiques :
- Willow (1988) de Ron Howard, les trolls sont une espèce hostile d'apparence simiesque[27] — ou pré-hominidé — poilue. Ils sont nus et mesurent environ 1,50 m. Ils sont quadrumanes et ont la capacité de se déplacer rapidement, par exemple sur un mur vertical ou sous une passerelle en bois ;
- La Reine des neiges (Frozen), les trolls sont les amis des héros principaux du film. Ils se déplacent en se transformant en petites pierres et roulent sur eux-mêmes. Pour se camoufler ils se transforment également en pierre. Ils sont habillés de vêtements en peaux de bêtes. Ces créatures surnaturelles ont des pouvoirs magiques et peuvent guérir des blessures au cerveau et au cœur. Ils sont regroupés en familles dans une forêt enchantée ;
- Chasseurs de trolls de Guillermo del Toro, les Trolls sont un peuple vivant caché des humains sous la surface, dans un endroit nommé le « marché des trolls ». Ils peuvent être habillés ou non, sont généralement imposants, possèdent de un à six yeux et souvent plusieurs cornes, mais ont toujours le même nez, ressemblant à celui d'un chat. Le marché troll est aussi représenté dans le film Hellboy 2 : Les Légions d'or maudites, également de Guillermo del Toro; comme un endroit secret situé sous New York et peuplé de créatures fantastiques.

### Jeux vidéo
Les trolls sont aussi présents dans les jeux vidéo de fantasy, comme dans la série des Elder Scrolls (à partir de 1994) où ils vivent dans les forêts de Cyrodiil, dans les montagnes ou les grottes de glace. On retrouve le peuple des trolls, archétype de « race monstrueuse », dans le MMORPG World of Warcraft (2004) rassemblant des millions de joueurs.

### Ouvrages généraux
- John Lindow (trad. de l'anglais par Lise Capitan), Trolls ! : étude d'une mythologie [« Trolls : an Unnatural History »], Montélimar, Les Moutons Électriques, 2015 (1re éd. 2014), 168 p. (ISBN 978-2-36183-195-0, présentation en ligne).
- (en) Martin Arnold, « Hvat er tröll nema þat? : The Cultural History of the Troll », dans Tom Shippey (dir.), The Shadow-Walkers : Jacob Grimm's Mythology of the Monstrous, Turnhout / Tempe (Arizona), Brepols / Arizona center for Medieval and Renaissance studies, coll. « Medieval and Renaissance texts and studies / Arizona studies in the Middle Ages and Renaissance » (no 291 / 14), 2005, X-433 p. (ISBN 978-0-86698-334-1, 0-86698-334-1 et 2-503-52094-4), p. 111–155.

### Mythologie nordique
- John Arnott MacCulloch, Eddic Mythology, vol. II de The Mythology of All Races, Archaeological Institute of America Marshall Jones Company – Boston, 1930
- (en) Einar Ólafur Sveinsson, The folk-stories of Iceland [« Um islenzkar thjodsoegur »], 2003 (1re éd. 1940)

### Folklore et contes scandinaves
- (en) Camilla Asplund Ingemark, The Genre of Trolls : The Case of a Finland-Swedish Folk Belief Tradition, Åbo, Åbo Akademi University Press, 2004, 320 p. (ISBN 951-765-222-4, lire en ligne)
- Virginie Amilien, Le troll et autres créatures surnaturelles dans les contes populaires norvégiens, Paris, Berg international, coll. « Faits et représentations », 1996, 297 p. (ISBN 2-900269-93-8, présentation en ligne) (d'après une thèse de doctorat Sorbonne-Paris IV, 1994)
- (en) Werner Schäfke, « Dwarves, Trolls, Ogres, and Giants », dans Albrecht Classen (dir.), Handbook of Medieval Culture : Fundamental Aspects and Conditions of the European Middle Ages, vol. 1, Berlin, De Gruyter, coll. « De Gruyter Reference », 2015, X-696 p. (ISBN 978-3-11-026659-7 et 3110266598), p. 347–383.

### Trolls dans les œuvres de fiction
- Virginie Amilien, « Du texte à l'image : évolution du troll », Merveilles & contes, Wayne State University Press, vol. 3, no 2,‎ décembre 1989, p. 195-211 (JSTOR 41390251).
- (en) Jennifer Eastman Attebery, « The Trolls of Fiction : Ogres or Warm Fuzzies ? », Journal of the Fantastic in the Arts, International Association for the Fantastic in the Arts, vol. 7, no 1,‎ 1996, p. 61-74 (JSTOR 43308256).
- Elena Balzamo, « Génétique de l'imaginaire : du « troll » à « moumine-troll » », Germanica « Marges du fantastique », no 3,‎ 1988, p. 151-167 (lire en ligne).